# Натале, Надзарено
Надзарено Натале (Аккуаро,4 апреля 1938 — Рим, 21 июня 2006) — итальянский актёр.

## Биография
После дебюта в фильме Содом и Гоморра, обучался в Риме в Центре экспериментальной кинематографии, диплом получил в 1965 году.
С середины шестидесятых годов, Наццарено Натале принял участие в многочисленных фильмах, часто играя характерные роли.
В фильме Detenuto in attesa di giudizio (режиссёр Нанни Лой, 1971) снялся вместе с Альберто Сорди, в роли задержанного Ксавье Гуардасионе.
Он также появился в фантастической ленте Дон Маттео.
Скончался от неизлечимой болезни в 2006 году.

## Избранная фильмография
- Содом и Гоморра (1961) (нет в титрах)
- За пригоршню долларов (1964) (нет в титрах)
- На несколько долларов больше (1965) (нет в титрах)
- Хороший, плохой, злой (1966) (нет в титрах)
- Смерть верхом на лошади (1967)
- Ragan (1967)
- Bang bang Kid (1967)
- Дни ярости (1967)
- Oggi a me… domani a te! (1968)
- 7 pistole per un massacro (1968)
- Смерть на высоком холме (1969)
- Серафино (1969)
- Detenuto in attesa di giudizio (1971)
- За пригоршню динамита (1971)
- Fratello homo sorella bona (1972)
- Camorra (1972)
- No il caso è felicemente risolto (1973)
- Убийство в Риме (1973)
- Teresa la ladra (1973)
- Il sorriso del grande tentatore (1974)
- E cominciò il viaggio nella vertigine (1974)
- Anche gli angeli tirano di destro (1974)
- Il piatto piange (1974)
- Il giustiziere di mezzogiorno (1975)
- Браво, куколка! (1975)
- Novecento (1976)
- Squadra antifurto (1976)
- Squadra antitruffa (1976)
- La patata bollente (1979)
- La cicala (1980)
- Il vizietto II (1980)
- Mia moglie è una strega (1981) (non accreditato)
- Slugs — Vortice d’orrore (1988)
- L’anno del terrore (1991)
- Il ritmo del silenzio (1993)
- Un uomo perbene (1999)
- Don Matteo (2000) — serie TV
- Gangs of New York (2002)
- Raul — Diritto di uccidere (2005)